# Горна Кральова
Горна Кральова (словац. Horná Kráľová) — село, громада округу Шаля, Нітранський край. Кадастрова площа громади — 19.12 км².
Населення 1891 особа (станом на 31 грудня 2019 року).

## Історія
Горна Кральова згадується 1113 року.

## Населення
| Рік:            | 1994. | 2004.   | 2014.   | 2024.   |
| --------------- | ----- | ------- | ------- | ------- |
| Кількість осіб: | 1961  | 1853    | 1905    | 1871    |
| Різниця:        |       | -5,50 % | +2,80 % | -1,78 % |

| Рік:            | 2023. | 2024.   |
| --------------- | ----- | ------- |
| Кількість осіб: | 1876  | 1871    |
| Різниця:        |       | -0,26 % |